# Achthophora ferruginea
Achthophora ferruginea es una especie de escarabajo longicornio del género Achthophora, tribu Monochamini, subfamilia Lamiinae. Fue descrita científicamente por Heller en 1924.
Se distribuye por Filipinas. Mide aproximadamente 12 milímetros de longitud.